# 廖盖隆
廖盖隆（1918年3月20日—2001年6月23日），广东信宜人，中国历史学家、政治宣传工作者。原中共中央党史研究室副主任。主要研究中国现代史和中国共产党历史。

## 生平
1918年3月20日（一说18日）生于广东省信宜县白石镇。1932年毕业于白石镇吐珠高小。1935年毕业怀新初级中学。1938年夏毕业于广东高州中学高中班师范科，赴延安参加革命工作。同年8月至次年6月，在陕北公学34队和高级班4队学习。1939年7月至次年4月，在延安马列学院4班学习。毕业后留在延安马列学院中国问题研究室工作。1941年4月调入中共中央政治研究室工作，研究中国革命史和国民党区财政经济。1944年至1946年，任延安《解放日报》社编辑、蒋管区评论组长、国内评论部副主任。1946年底调入新华社，历任国内部组长、副主任、主任、副总编辑等职务。1951年调入中共中央宣传部工作，任副处长、处长等职务，兼任抗美援朝总会宣传部副部长。1957年调入中共中央政治研究室历史组工作，曾任朱德政治秘书。1961年后，在中共中央对外联络部西亚非洲研究所工作。文化大革命期间遭受迫害。1975年恢复工作，1978年任西亚非洲研究所所长。1979年，任中共中央毛泽东主席著作编辑委员会办公室（1980年改为中共中央文献研究室）副主任。1980年1月，担任新成立的中共中央党史研究室副主任，主持工作。兼任中共中央党史资料征集委员会副主任委员、全国中共党史研究会（中国中共党史学会）常务副会长、中国中东学会会长、中国统一战线理论研究会副会长、中国人才研究会理事、中国档案学会顾问、北京新闻学会顾问等职。1990年离休。2001年6月23日在北京逝世。

## 著作
专著
- . 北京: 红旗出版社. 1997. ISBN 7-5051-0105-6.
- . 北京: 中共党史出版社. 1996. ISBN 7-80023-951-9.
- . 社会主义初级阶段理论探索丛书. 长沙: 湖南人民出版社. 1988. ISBN 7-217-00466-7.
- . 北京: 中共中央党校出版社. 1983.

编著与共著
- . 广州: 岭南美术出版社. 1998. ISBN 7536219172.
- . 北京: 人民出版社. 1995. ISBN 7-01-002304-2.
- . 北京: 中国广播电视出版社. 1993. ISBN 7-5043-2530-9.
- . 北京: 人民日报出版社. 1993. ISBN 7-80002-549-7.
- . 北京: 人民日报出版社. 1993. ISBN 7-80002-520-9.
- . 上海: 上海辞书出版社. 1992. ISBN 7-5326-0207-9.
- . 上海: 上海辞书出版社. 1989. ISBN 7-5326-0108-0.
- . 上海: 上海辞书出版社. 1990. ISBN 7-5326-0033-5.
- . 北京: 新华出版社. 1991. ISBN 7-5011-0941-9.
- . 沈阳: 辽宁教育出版社. 1991. ISBN 7-5382-1384-8.
- . 北京: 中共中央党校出版社. 1991. ISBN 7-5035-0425-0.
- . 北京: 中共中央党校出版社. 1991. ISBN 7-5035-0424-2.
- . 北京: 中共中央党校出版社. 1991. ISBN 7-5035-0423-4.
- . 北京: 人民出版社. 1989. ISBN 7-01-000551-6.
- . 沈阳: 辽宁大学出版社. 1987. ISBN 7-5610-0189-4.

〈 中華人民共和國編年史>( 和莊浦明，
林藴暉等人合著 2001年2月初版，河南人民出版社 )